# Драга моја Иза
„Драга моја Иза” је југословенски и словеначки филм из 1979. године. Режирао га је Војко Дулетич а сценарио су написали Војко Дулетич и Иво Зорман.

## Улоге
| Глумац           | Улога                              |
| ---------------- | ---------------------------------- |
| Берт Сотлар      | Отац Новак                         |
| Стефка Дролц     | Марија Новак (као Стефанија Дролц) |
| Звоне Хрибар     | Андреј Новак                       |
| Борис Јух        | Антон Новак                        |
| Радко Полич      | Стане Новак                        |
| Лучка Дролц      | Ана Новак (као Луција Дролц)       |
| Марјета Грегорац | Декла Полона                       |
| Наче Рес         | Стари Хеисингер                    |
| Деметер Битенц   | Јосип Хеисингер                    |
| Мајда Грбац      | Слушкиња Карла                     |
| Вида Јуван       | Елсе Хеисингер                     |
| Мајолка Сукље    |                                    |
| Манца Кошир      |                                    |
| Тита Вељак       |                                    |
| Труда Малец      |                                    |
| Милан Брезигар   |                                    |
| Даре Мајцен      |                                    |
| Макс Фуријан     |                                    |
| Јанез Јерман     |                                    |
| Бранко Миклавц   |                                    |
| Саша Миклавц     |                                    |
| Јанез Бермез     |                                    |
| Чрт Канони       |                                    |
| Ангелца Хлебце   | Трпинова                           |
| Метод Мајер      | Трпин                              |

Остале улоге  ▼
| Глумац          | Улога            |
| --------------- | ---------------- |
| Барбара Берлич  | Трпинова хци     |
| Милена Зупанчић | Вера Григоријева |
| Андреј Курент   | Григоријев       |
| Мајда Потокар   | Григоријева      |
| Стане Разтрешен | Отац флек        |
| Вида Левстик    | Мати Флек        |
| Јана Зихерл     | Тончка Флек      |
| Аманда Млакар   | Иванка Флек      |
| Миха Балох      | Партизан Томаж   |
| Даре Валич      | Партизан Гаспер  |
| Миро Подјед     | Партизан Салобир |
| Тања Побержник  | Партизанка Јелка |
| Лојзе Месарец   | Партизан Габер   |
| Борут Телбан    | Партизан Борут   |
| Јоже Хроват     | Партизан Јоже    |
| Иво Бан         | Белогардист      |
| Марко Окорн     | Белогардист      |
| Душан Скедл     | Жупник           |
| Лојзе Ковачић   | Кмет Вовк        |
| Јозко Лукеш     | Трговац          |
| Ролф Бекер      | Поручник Курт    |
| Јудита Зидар    | Иза              |